# لشچدوو-نووینه
لشچدوو-نووینه (به لاتین: Leszczydół-Nowiny) یک روستا در لهستان است که در گمینا وشکوو واقع شده‌است. لشچدوو-نووینه ۱٬۲۰۵ نفر جمعیت دارد.